# István Györffy
Dans le nom hongrois Györffy István, le nom de famille précède le prénom, mais cet article utilise l’ordre habituel en français István Györffy, où le prénom précède le nom.
István Györffy ([ˈiʃtvaːn], [ˈɟøːɾfi]), né le 11 février 1884 à Karcag, décédé le 3 octobre 1939 à Budapest, était un ethnographe hongrois, professeur des universités et membre de l'Académie hongroise des Sciences (MTA).
Il est le père de György Györffy,  historien hongrois et également membre de l'Académie hongroise des sciences.